# Лукдожма
Лукдожма — река в России, протекает по территории Чёлмужского сельского поселения Медвежьегорского района Республики Карелии.

## Физико-географическая характеристика
Река берёт начало из болота без названия и далее течёт преимущественно в юго-западном направлении.
Впадает на высоте 33,0 м над уровнем моря в Заонежский залив Онежского озера.
В нижнем течении Лукдожма пересекает трассу А119 («Вологда — Медвежьегорск — автомобильная дорога Р-21 „Кола“»).
Населённые пункты на реке отсутствуют.

## См. также

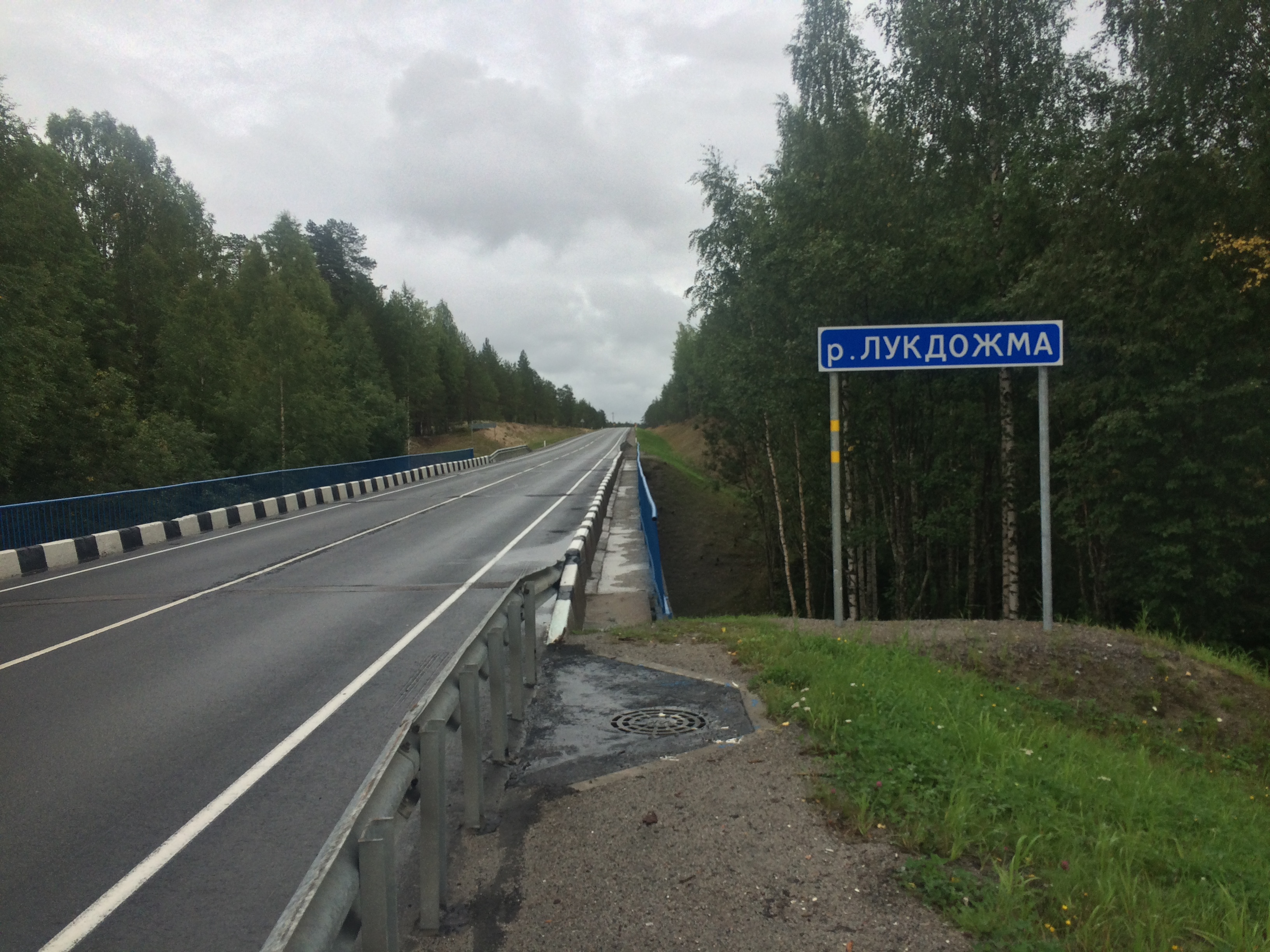
Автомобильный мост и табличка с названием реки